# Fredric Werner
Fredric Emanuel Werner, född 18 januari 1780 i Stockholm, död 1832, var en svensk konduktör, målare, grafiker och tecknare.
Werner studerade från mitten av 1790-talet vid Konstakademiens principskola där han belönades med tredje medaljen 1786 och andra medaljen 1797. Han blev konduktör vid Konglig Museum 1805 och agré vid Konstakademien 1813. Han medverkade ett flertal gånger i akademiens utställningar 1796–1820 de första gångerna med avritningar och kopior av andra mästares verk för att senare övergå till religiösa och mytologiska motiv efter egen komposition samt landskapsskildringar i  olja, teckning eller lavering. På beställning utförde han ett flertal porträtt i gouacheminiatyrer samt illustrationer. Han medverkade med teckningar i bildverket Upsala domkyrka med dess märkvärdigheter 1826–1829 som utgavs med text av J. H. Schröder och med nio planscher i Stockholms utseende i äldre och nyare tid som utgavs 1829. Som illustratör illustrerade han händelser för dagen, såsom Kronprinsen Karl Johan bekransande Karl XII:s grav, med den stolta underskriften "Der Karl den XII:te föll den XIIIi:de befaller". Werner är representerad vid bland annat Nationalmuseum och Stockholms stadsmuseum.